# Edmund Heller

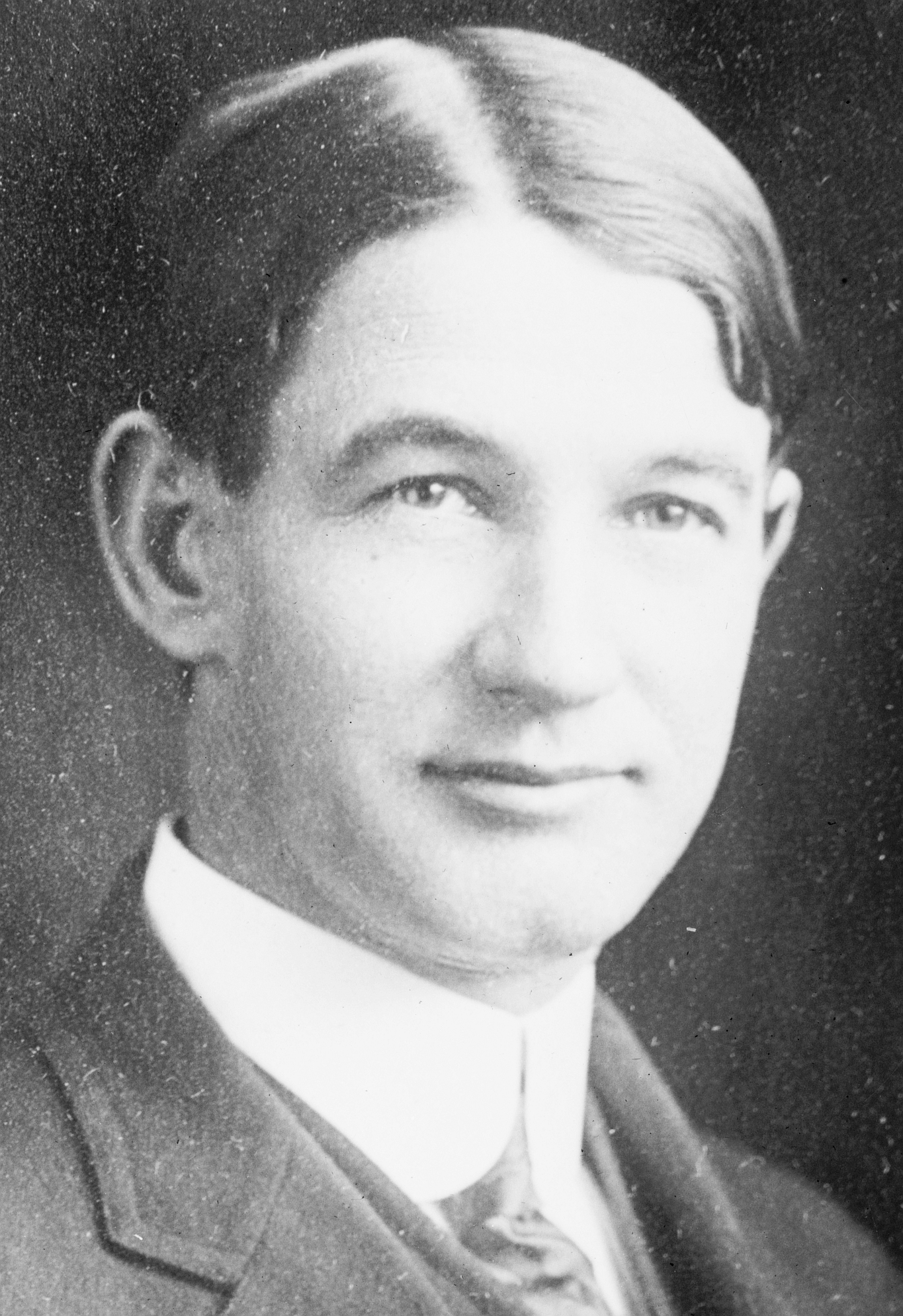
Edmund Heller, em 1916

Edmund Heller (Freeport (Illinois), 21 de maio de 1875 – 18 de julho de 1939) foi um zoólogo americano. Ele foi presidente da Associação de Zoológicos & Aquários por dois mandatos, de 1935-1936 e 1937-1938. Fez diversas expedições, principalmente para a África.